# Kloster La Grâce-Notre-Dame
Das Kloster La Grâce-Notre-Dame war von 1223 bis 1790 ein  Kloster zuerst der Zisterzienserinnen, ab 1464 der Zisterzienser in Courbetaux, in Montmirail (Marne), einer Gemeinde im Département Marne in Frankreich.

## Geschichte
Die Zisterzienserinnenabtei La Grâce-Notre-Dame (auch: Notre-Dame de la Grâce, « Gnadenmadonna », lateinisch: Gratia Domina Nostra) wurde 1223 unweit der Zisterzienserabtei Le Reclus südöstlich Montmirail am Fluss Petit Morin in Courbetaux gestiftet und bestand als solche bis 1464. Dann wurde der Ort durch ein Zisterzienserpriorat besiedelt, das unmittelbar Kloster Cîteaux unterstand. 1791 kam es zur Auflösung durch die Französische Revolution und Abbau der Gebäude. Heute erinnern die Flur-, Gehöft- und Straßennamen „Bois de la Grâce“, „Ferme de la Grâce“ und „Chemin de la Grâce“ an das Kloster.